# Scottish Open 1954
Die Scottish Open 1954 waren die 35. Austragung dieser internationalen Meisterschaften von Schottland im Badminton. Sie fanden Anfang des Jahres in Dumfries statt.

## Finalresultate
| Disziplin    | Sieger                     | Finalist                     | Ergebnis          |
| ------------ | -------------------------- | ---------------------------- | ----------------- |
| Herreneinzel | Jeffrey Robson             | John D. McColl               | 15–3, 15–11       |
| Dameneinzel  | Iris Cooley                | Elisabeth O’Beirne           | 0–11, 11–3, 12–11 |
| Herrendoppel | John D. McColl Tony Jordan | Jeffrey Robson Tom Wingfield | 15–10, 15–10      |
| Damendoppel  | Iris Cooley June White     | Nancy Horner I. S. Vallance  | 15–10, 15–9       |
| Mixed        | Tony Jordan June White     | John Best Iris Cooley        | 14–18, 15–2, 15–9 |